# کافن منزیس
کافن منزیس (به انگلیسی: Gavin Menzies) (زاده:۱۹۳۷) نظامی بازنشسته انگلیسی است که تحقیقاتی پیرامون تاریخ اکتشاف آمریکا ارائه کرده و بیش از همه بدلیل انتشار کتاب (۱۴۲۱: سالی که چین دنیا را کشف کرد) معروف شده‌است.وی در این کتاب کوشیده‌است اثبات کند که پیش از اروپائیان، چینی‌ها بودند که بسیاری از خشکی‌های ناشناخته از جمله قاره آمریکا را کشف کردند. کتاب وی از سوی مورخان حرفه‌ای به چالش کشیده شده‌است.